# 荷巴特犹太教堂
荷巴特犹太教堂是坐落于澳大利亚塔斯马尼亚州荷巴特的一座犹太教堂，也是澳大利亚最古老的犹太教堂，同时被列入当地的遗产名录。荷巴特教堂建成于1845年，建筑采用梯形的窗户和雕刻有荷花饰的立柱，是典型的埃及复兴建筑风格，在犹太教堂中较为罕见。如今，该教堂仍定期举行犹太教正统派和改革派宗教活动。
教堂矗立之地曾是从英国流放至此的罪犯犹大·所罗门的庭院，教堂中可容纳150个座位，建筑后有硬质长椅，早年供在武装的警卫監督下游街的犹太囚犯休息。这座教堂列于塔斯马尼亚遗产名录。

## 历史
19世纪30年代，随当地犹太社群逐渐建立，荷巴特犹太教堂开始建造。1845年6月4日，教堂进行了祝圣仪式。设计教堂建筑的设计师詹姆士·汤姆森也是一位被流放至此的罪犯，他于1829年被赦免。
在1840年代，塔斯馬尼亞州的人口和繁榮程度已達到足以在荷巴特（1845 年）和朗塞斯頓（1846 年）建造猶太教堂，到1846年，任命了第一任猶太教牧師，並建立起當地的宗教習俗。1848年的人口普查显示塔斯马尼亚当地有435位犹太教徒，人數到達顛峰。之后，随着部分居民返回英格兰或前往新西兰殖民地，教徒人数逐渐减少。朗塞斯頓的犹太教堂与1871年关闭，此后荷巴特犹太教堂成为当地犹太教徒的唯一选择。尽管在1873年至1911年和1922年至1942教堂没有牧师，但是当地教徒仍能够自发地组织其安息日的仪式。1938年有一批欧洲难民来到塔斯马尼亚，为当地的犹太教社群注入新的活力。1943年教堂迎来了一位新牧师，但到了1956年教堂又无人主持宗教活动了。
19世纪早期建造的埃及复兴风格的犹太教堂和天主教堂只有很少部分保留至今。除本教堂外，还包括纳什维尔的Downtown Presbyterian Church，纽约的First Presbyterian Church，英格兰坎特伯雷的Old Synagogue和前文提到的朗塞斯頓的犹太教堂。

## 现状
该教堂在荷巴特的犹太文化中非常重要，同时，其亦为当地犹太社群的唯一财产。当地社群接受每一位犹太教徒，教堂今天也举行犹太正统派和改革派两个教派的宗教仪式。塔斯马尼亚犹太社群的低谷是20世纪70年代早期，当时的人口普查显示当地仅有不到100位犹太教徒。但到了2001年，当地犹太教徒的数量增加到180位。2016年的澳大利亚人口普查显示塔斯马尼亚州有248位犹太教徒。